# Arenaria mexicana
Arenaria mexicana är en nejlikväxtart som beskrevs av Friedrich Gottlieb Bartling. Arenaria mexicana ingår i släktet narvar, och familjen nejlikväxter. Inga underarter finns listade i Catalogue of Life.